# K9 Thunder
K9 Thunder — современная южнокорейская 155-мм самоходно-артиллерийская установка (САУ) класса самоходных гаубиц.

## История создания
САУ K9 «Тандер» была разработана в середине 1990-х годов корпорацией Samsung Techwin по заказу министерства обороны Республики Корея, в дополнение к состоящим на вооружении САУ К55\K55A1 с последующей их заменой.
Программа создания Тандера была начата в 1989 году. Первые испытания прототипа прошли в 1996 году.
В 1998 году корейское правительство заключило контракт с корпорацией Samsung Techwin на поставку САУ, и в 1999 году первая партия K9 Thunder была поставлена заказчику.
В 2004 году Турция купила лицензию на производство, а также получила партию K9 Thunder. Турецкая версия получила название T-155 Fırtına. Стоимость контракта составила 1 млрд долларов.
В марте 2017 года Индия заключила контракт с Samsung Techwin на совместное производство с транснациональным конгломератом «Ларсен энд Тубро» (Larsen & Toubro) 100 гаубиц в течение 3 лет для Сухопутных войск на общую сумму 646 млн долларов США. В индийской локализации САУ будет именоваться «Ваджра-Т» (K9 Vajra-T).

## Модификации
- XK9 — прототип
  - K9 Thunder — базовая версия
    - T-155 Fırtına — лицензионная версия производящаяся в Турции
    - K9 Vajra-T — версия производящаяся совместно с Индией.[1]
    - Krab — польская САУ, с изготавливаемой по лицензии башней от британской САУ AS-90. Всего Польшей заказано 24 единицы.

## Машины на базе
- K10 — транспортно-заряжающая машина (ТЗМ)

## Боеприпасы
САУ может использовать любые боеприпасы, соответствующие стандарту НАТО STANAG-4425. В основном применяются боеприпасы корейского производства, такие как M107, M549A1, K307 и др. При стрельбе снарядом ERFB-BB K307 достигнута дальность 40,6 км

## Галерея

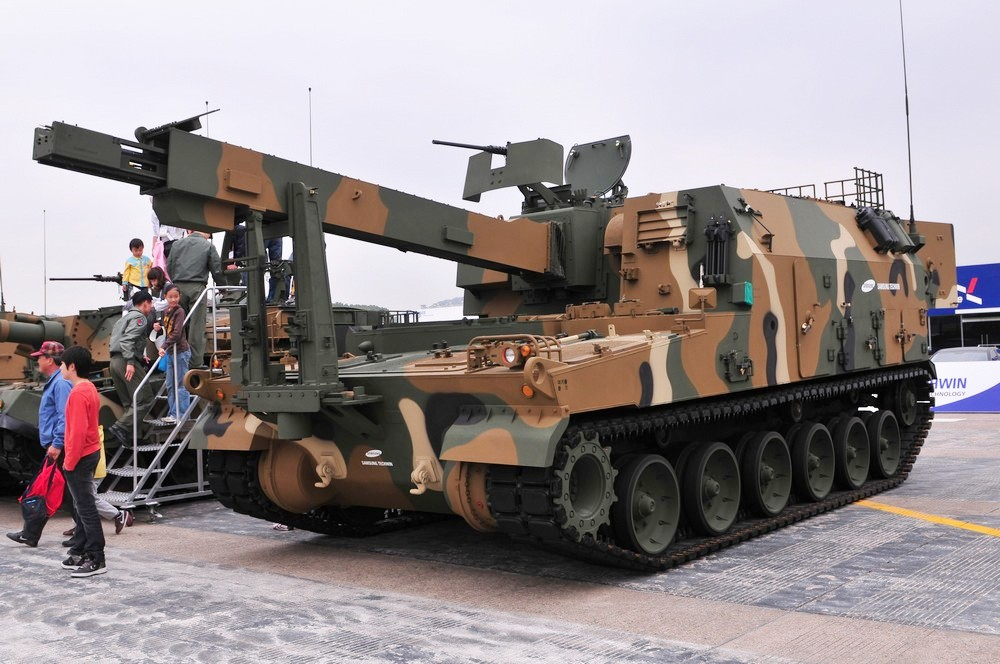
Транспортно-заряжающая машина K10
- Боевая стрельба K9 на северо-западных островах Инчхона.

## Заказы и поставки

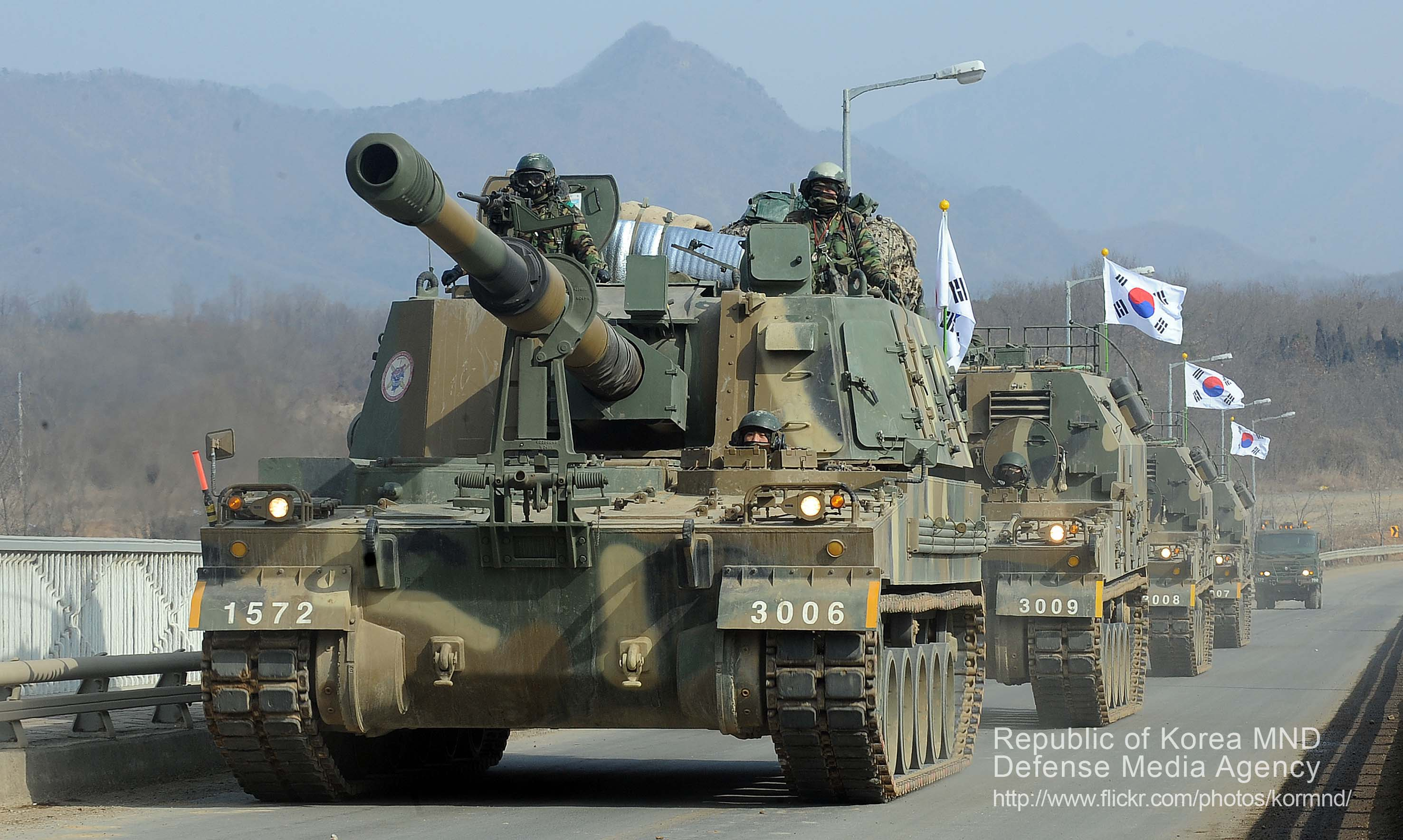
САУ К9 и ТЗМ К10 6-й артиллерийской бригады 7-го армейского корпуса СВ РК.

Австралия: 3 сентября 2020 года министерство обороны Австралии объявило о выборе самоходной гаубицы К9 Thunder по программе Land 8116 Protected Mobile Fires. Hanwha Defence Australia должна будет поставить 30 самоходных гаубиц К9 Thunder калибра 155-мм/52 и 15 транспортно заряжающих машин К10 AARV на их базе, со сборкой всех их в Австралии на планируемом к строительству предприятии в Джелонге (штат Виктория).. 13 декабря 2021 года подписали контракт на поставки артсистем с компанией Hanwha Defence Australia (австралийским отделением оборонного дивизиона Hanwha Defense южнокорейской группы Hanwha). В Австралии данные системы получили соответственно официальные обозначения AS9 и AS10, а все семейство — название Huntsman.
 Египет: 1 февраля 2022 года Египет заключил с Hanwha Defense контракт на 1.7 млрд долларов США на поставку ~200 единиц САУ K9, кроме того ТЗМ K10 и машины управления огнём K11. Часть машин запланировано собирать на Заводе 200, недалеко от Каира.
 Индия: Правительство Индии заключило контракт с компанией Samsung Techwin на совместное производство 100 единиц в течение 3 лет.
 Норвегия: 20 декабря 2017 года норвежское оборонное закупочное ведомство Forsvarsmateriell, подчиняющееся министерству обороны, подписало контракт стоимостью 1,8 млрд крон (216 млн долл.) с южнокорейской компанией Hanwha Land Systems на поставку норвежской армии 24 самоходных гаубиц K9 Thunder калибра 155/52 мм (с опционом ещё на 24 системы). Общая стоимость программы закупки, с учётом реализации опциона, может составить 3,2 млрд крон (384 млн долл.).
 Польша: в 2022 министерство обороны Польши подписало контракт на поставку 212 гаубиц К9.
 Румыния: 9 июля 2024 года Hanwha Aerospace подписала контракт стоимостью около 1 миллиарда долларов на поставку ВС Румынии 54 САУ К9 Thunder нового производства и 36 ТЗМ К10.
 Финляндия: 17 февраля 2017 года министерство обороны Финляндии, министр обороны страны Юссии Ниинисто утвердил контракт c южнокорейским государственным внешнеторговым объединением KOTRA на приобретение 48 единиц 155-мм/52 самоходных гаубиц К9 Thunder из наличия армии Южной Кореи. 21 октября 2021 правительство санкционировал закупку дополнительной партии из 10 гаубиц.
 Эстония: 26 июня 2018 года центр оборонных инвестиций Эстонии подписал с южнокорейским государственным внешнеторговым объединением KOTRA контракт на приобретение 12 единиц самоходных гаубиц K9 Thunder калибра 155/52 мм. В октябре 2019 было решено приобрести ещё 6 единиц, в дополнение к 12 САУ, приобретенным ранее. Соглашение также включает в себя обучение персонала, техобслуживание и запчасти. Первые поставки запланированы на 2020 год.

## На вооружении
- Индия: 51 единица по состоянию на январь 2020 года[13]
- Республика Корея: ~300 K9, по состоянию на 2020 год[14] всего планируется построить 1136 K9 и 179 K10.
- Норвегия: 24 единицы K9 на вооружении по состоянию на 2024 год[15].
- Польша: 96 единиц K9A1 на вооружении по состоянию на сентябрь 2024 года[16].
- Турция: ~310 T-155 Fırtına, по состоянию на 2020 год[17]. Всего заказано 350 единиц[18]. Первые 8 САУ были построены в Корее. С 2004 по 2009 год в турецкую армию было поставлено 150 САУ.
- Финляндия: 23 единицы на вооружении по состоянию на 2024 год[19].
- Эстония: 18 единиц на вооружении по состоянию на 2024 год[20]. Всего должно быть 24 штуки, плюс дополнительно в 2022 году решили докупить 12 единиц[21].

## Сравнительная характеристика
|                                            | 2С19М2 «Мста-С» | M109A7 | PzH 2000 | AMX AuF1T | AS90 «Braveheart» |
| ------------------------------------------ | --------------- | ------ | -------- | --------- | ----------------- |
| Внешний вид                                |                 |        |          |           |                   |
| Год принятия на вооружение                 | 2012            | 2016   | 1998     | 1988      | 1998              |
| Боевая масса, т                            | 43,24           | 36,2   | 55,0     | 43,0      | 45,0              |
| Экипаж                                     | 5               | 4      | 3+2      | 4         | 5                 |
| Калибр пушки, мм                           | 152             | 155    | 155      | 155       | 155               |
| Длина ствола, калибров                     | 47              | 39     | 52       | 39        | 52                |
| Боекомплект пушки, выстрелов               | 50              | 39     | 60       | 42        | 48                |
| Максимальная дальность стрельбы ОФС, км    | 24,7            | 22     | 30       | 23        | 30                |
| Максимальная дальность стрельбы АР ОФС, км | 29              | 30     | 40       | 28        | 40                |
| Максимальная скорострельность, выстр./мин  | 10              | 6      | 8-10     | 8         | 6                 |
| Мощность двигателя, л. с.                  | 780             | 675    | 986      | 720       | 660               |
| Максимальная скорость, км/ч                | 60              | 61     | 60       | 60        | 53                |
| Запас хода по шоссе, км                    | 600             | 300    | 420      | 450       | 420               |

|                                            | Пальмария | K9 Thunder | SSPH Primus | PLZ-45 | PLZ-05 | Тип 99 |
| ------------------------------------------ | --------- | ---------- | ----------- | ------ | ------ | ------ |
| Внешний вид                                |           |            |             |        |        |        |
| Год принятия на вооружение                 | 1982      | 1998       | 2002        | 1997   | 2007   | 1999   |
| Боевая масса, т                            | 46,0      | 47,0       | 28,3        | 33,0   | 35,0   | 40,0   |
| Экипаж                                     | 5         | 5          | 4           | 5      | 5      | 4      |
| Калибр пушки, мм                           | 155       | 155        | 155         | 155    | 155    | 155    |
| Длина ствола, калибров                     | 41        | 52         | 39          | 45     | 52     | 52     |
| Боекомплект пушки, выстрелов               | 30        | 48         | 26          | 30     | 30     | 30     |
| Максимальная дальность стрельбы ОФС, км    | 24,7      | 30         | 19          | 24     | 39     | 30     |
| Максимальная дальность стрельбы АР ОФС, км | 30        | 40         | 30          | 39     | 52     | 38     |
| Максимальная скорострельность, выстр./мин  | 4         | 6-8        | 6           | 4-5    | 8      | 6      |
| Мощность двигателя, л. с.                  | 750       | 1000       | 550         | 520    | 520    | 600    |
| Максимальная скорость, км/ч                | 60        | 67         | 50          | 55     | 55     | 60     |
| Запас хода по шоссе, км                    | 500       | 480        | 350         | 550    | 550    | 300    |

Сноски
1. ↑  дальность стрельбы снарядом XM982 составляет до 40 км
2. ↑  дальность стрельбы снарядом V-LAP составляет до 56 км